# Chris Stamp
Pour les articles homonymes, voir Stamp.
Christopher Stamp (né à Londres le 7 juillet 1942, et mort le 24 novembre 2012) fut le manager avec Kit Lambert et le producteur exécutif des Who de 1966 à 1973. 
Il est le frère de l'acteur britannique Terence Stamp.
En 1973, la mésentente entre le guitariste Pete Townshend et Lambert entraine le remplacement des deux managers par leur assistant, Bill Curbishley.
Chris Stamp exerce également la profession de psychothérapeute dans l'État de New York,,.

## Sources
- (en) Histoire du groupe sur thewho.net
- (en) Biographie de Pete Townshend